# Irena Szewińska

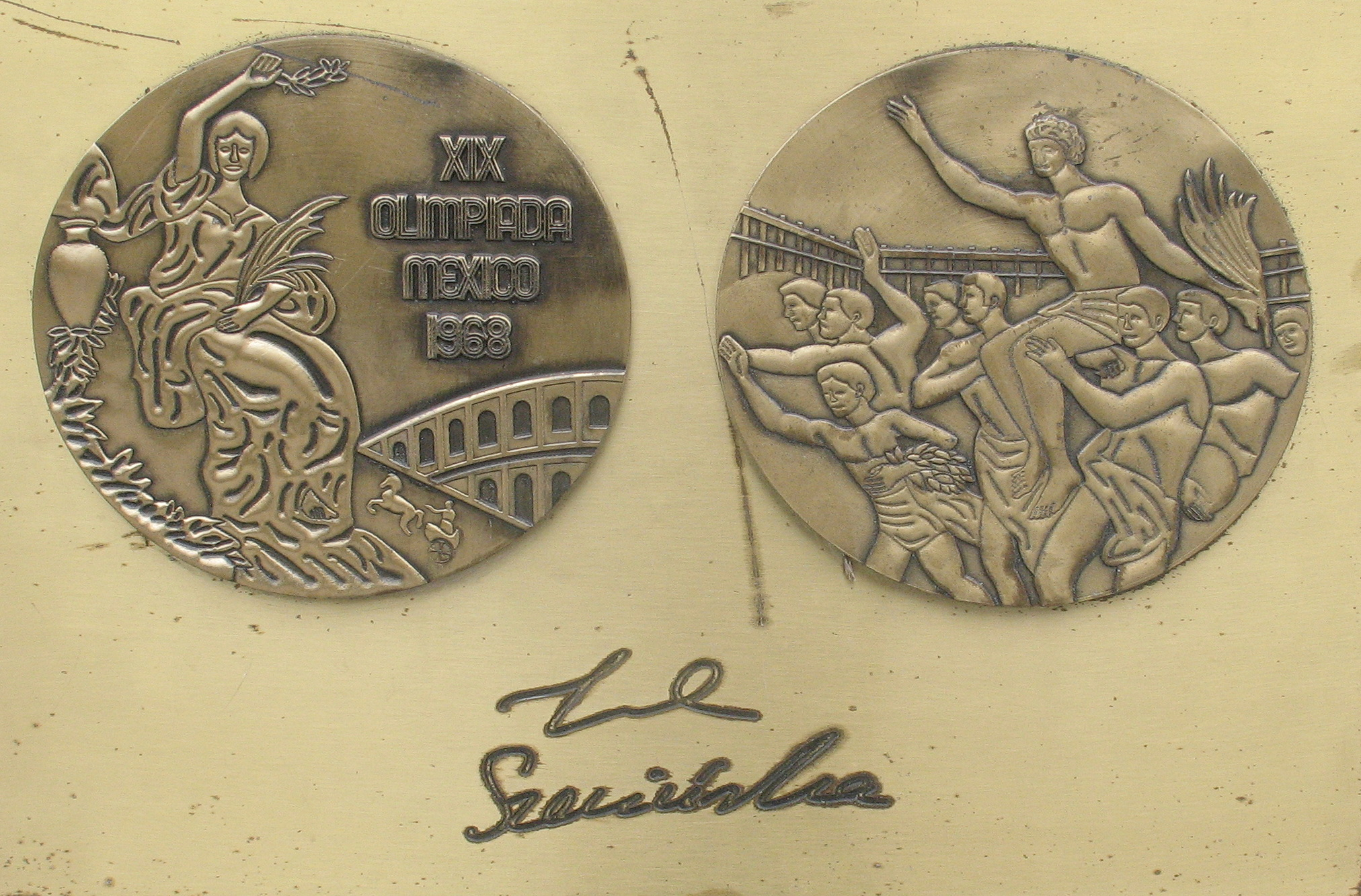
Copie I. Szewińska médaille et autographe Stars Avenue dans le sport Dziwnów

Irena Szewińska, née Kirszenstein le 24 mai 1946 à Léningrad (URSS) et morte le 29 juin 2018 à Varsovie, est une athlète polonaise spécialiste du 100 m, du 200 m, du 400 m et du saut en longueur.
Elle participe à cinq Jeux olympiques consécutifs de 1964 à 1980 et remporte sept médailles, dont trois en or. Elle améliore six records du monde durant sa carrière et demeure la seule athlète, hommes et femmes confondus, à détenir les records mondiaux du 100 m, du 200 m et du 400 m. Remportant cinq médailles d'or (et 10 médailles au total) lors des Championnats d'Europe en plein air, elle s'adjuge 26 titres de championne de Pologne.
Présidente de la Fédération polonaise d'athlétisme de 1997 à 2009, élue au comité exécutif de l'IAAF, elle est membre du Comité international olympique depuis 1998.

## Biographie et carrière sportive

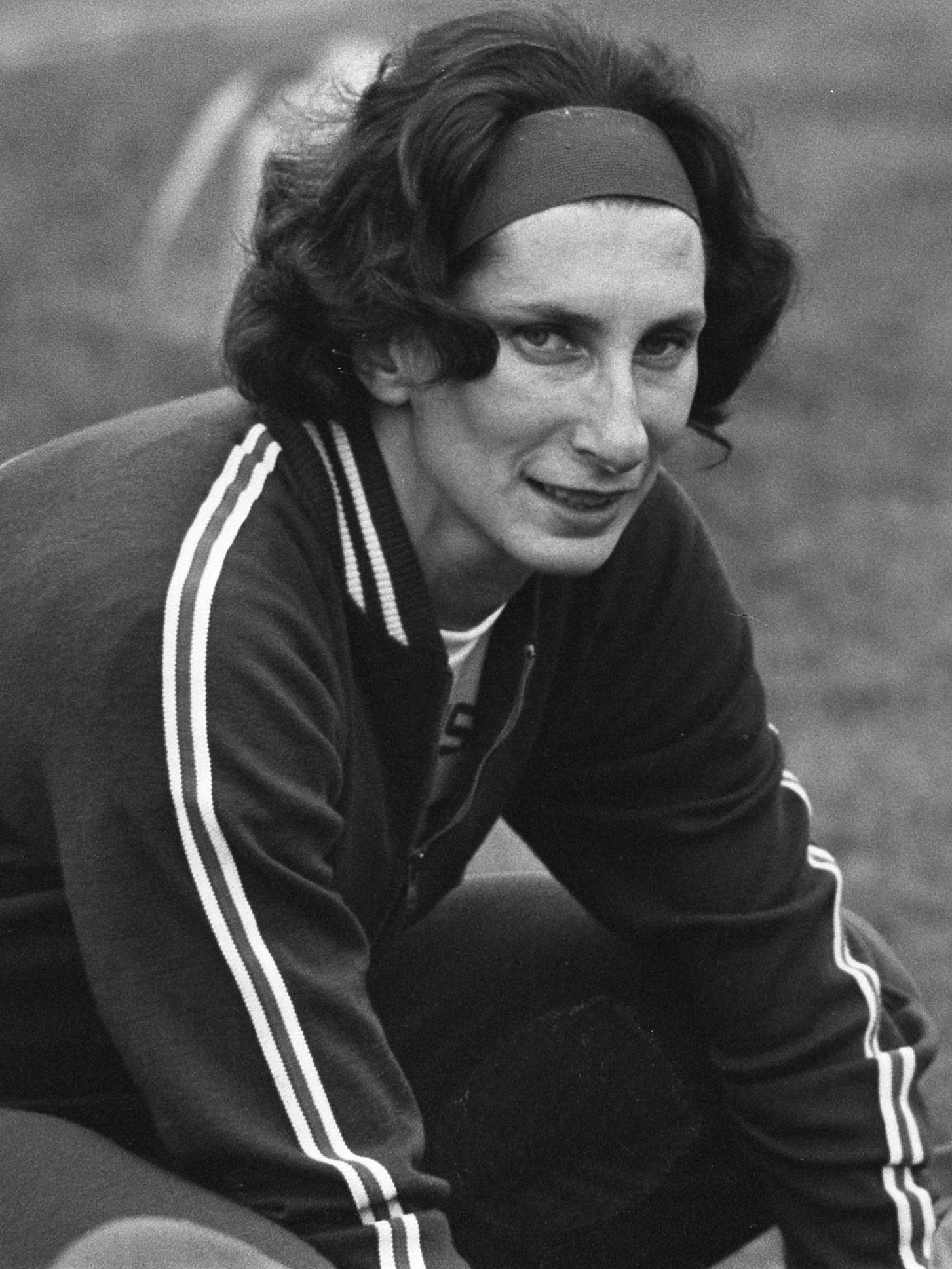
La polonaise, Irena Szewinska, détentrice du record du monde, lors d'une compétitions internationale d'athlétisme à Papendal en 1975.

Née à Léningrad, alors en Union soviétique, d'un père polonais et d'une mère d'origine ukrainienne, elle participe à ses premiers jeux en 1964 à 18 ans. Lors de ces Jeux olympiques d'été de 1964 à Tokyo, elle obtient deux médailles d'argent en individuelle, sur 200 m et au saut en longueur. Elle fait partie du relais 4 × 100 m polonais qui remporte le titre olympique.
Lors des Championnats d'Europe d'athlétisme 1966, elle remporte trois médailles d'or sur 200 m, la longueur et à nouveau le relais 4 × 100 m, ainsi qu'une médaille d'argent sur 100 m.
Sous le nom de son mari, Janusz Szewiński, qui deviendra son entraîneur, elle participe aux Jeux olympiques d'été de 1968 de Mexico : elle remporte le 200 m, battant le record du monde (22 s 58). Durant les mêmes jeux, elle gagne une médaille de bronze sur 100 m, mais est éliminée lors des qualifications de la longueur.
Après ces jeux, elle est victime en Pologne d'attaques antisémites.  
En 1970, elle a un fils, Andrzej. Il fera une carrière sportive dans le volley-ball, se lance dans la politique au sein de PO ; il est sénateur polonais depuis 2007, réélu en 2011.
Lors des championnats d'Europe de 1969 à Athènes, avec l'avènement de l'Allemande de l'Est Renate Stecher, elle remporte une médaille de bronze sur 200 m. 
Elle obtient le même résultat lors des Jeux olympiques d'été de 1972 de Munich. 
En 1974, aux Championnats d'Europe d'athlétisme 1974, elle remporte les 100 m et 200 m et bat le record du monde du 200 m. Elle a une nouvelle médaille de bronze avec le relais. 
Depuis l'année précédente, elle pratique également le 400 m : dans cette discipline, peu avant les Jeux olympiques de Montréal, le 22 juin 1976, elle bat le record du monde (49 s 75) détenu par Christina Brehmer depuis le 9 mai de la même année (49 s 77).
Lors des Jeux olympiques de Montréal, elle dispute le 400 m et remporte le titre olympique, battant le record du monde en 49 s 28. Ce record du monde sera battu dès 1978 par Marita Koch, mais restera le record national jusqu'en 2024.
Au total, elle aura totalisé 34 victoires consécutives sur 400 m, avant d'être devancée par Marita Koch lors de la finale des Championnats d'Europe d'athlétisme de 1978 à Prague.
Elle dispute ses cinquièmes et derniers jeux en 1980 à Moscou : elle échoue en demi-finale du 400 m après une déchirure musculaire.
Après sa carrière sportive, elle assume de nombreuses responsabilités dans le monde du sport. Elle devient vice-présidente du comité national olympique polonais en 1988 et présidente de la fédération polonaise d'athlétisme en 1997.
Elle est nommée membre du Comité international olympique en 1998.
En mai 2012, elle est intronisée au Panthéon de l’athlétisme de l’IAAF.
Le 29 juin 2018, elle meurt à l'âge de 72 ans, d'un cancer.

## Palmarès

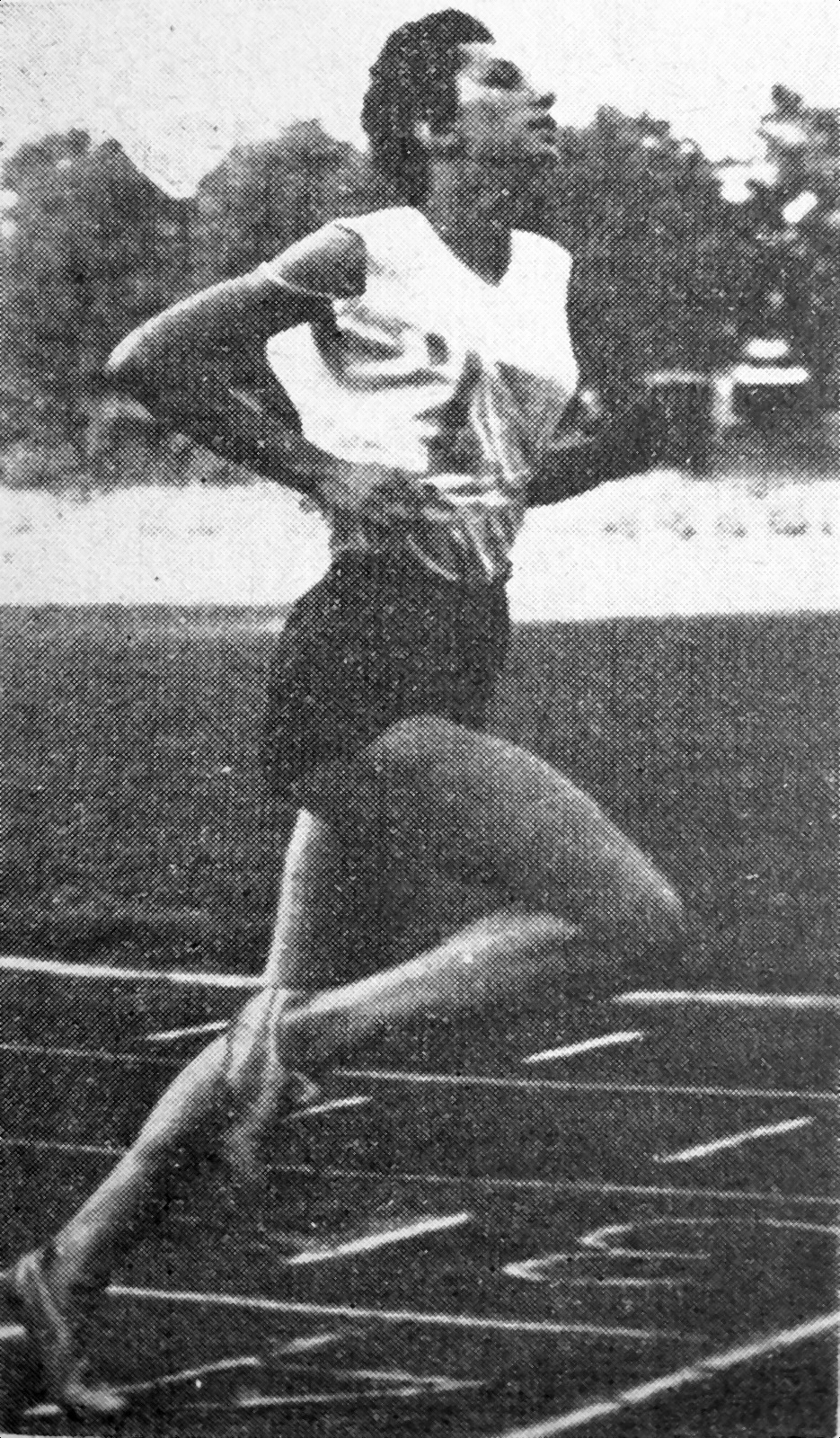
Irena Szewińska en 1964.

| Date | Compétition                    | Lieu       | Résultat | Épreuve          |
| ---- | ------------------------------ | ---------- | -------- | ---------------- |
| 1964 | Jeux olympiques                | Tokyo      | 2e       | 200 m            |
| 1964 | Jeux olympiques                | Tokyo      | 1re      | 4 × 100 m        |
| 1964 | Jeux olympiques                | Tokyo      | 2e       | Saut en longueur |
| 1965 | Universiade                    | Budapest   | 1re      | 100 m            |
| 1965 | Universiade                    | Budapest   | 1re      | 200 m            |
| 1966 | Championnats d'Europe          | Budapest   | 2e       | 100 m            |
| 1966 | Championnats d'Europe          | Budapest   | 1re      | 200 m            |
| 1966 | Championnats d'Europe          | Budapest   | 1re      | 4 × 100 m        |
| 1966 | Championnats d'Europe          | Budapest   | 1re      | Saut en longueur |
| 1968 | Jeux olympiques                | Mexico     | 3e       | 100 m            |
| 1968 | Jeux olympiques                | Mexico     | 1re      | 200 m            |
| 1969 | Jeux européens en salle        | Belgrade   | 1re      | 50 m             |
| 1969 | Jeux européens en salle        | Belgrade   | 1re      | Saut en longueur |
| 1971 | Championnats d'Europe en salle | Sofia      | 2e       | Saut en longueur |
| 1971 | Championnats d'Europe          | Helsinki   | 3e       | 200 m            |
| 1972 | Jeux olympiques                | Munich     | 3e       | 200 m            |
| 1974 | Championnats d'Europe en salle | Göteborg   | 3e       | 60 m             |
| 1974 | Championnats d'Europe          | Rome       | 1re      | 100 m            |
| 1974 | Championnats d'Europe          | Rome       | 1re      | 200 m            |
| 1974 | Championnats d'Europe          | Rome       | 3e       | 4 × 100 m        |
| 1975 | Championnats d'Europe en salle | Katowice   | 3e       | 60 m             |
| 1976 | Jeux olympiques                | Montréal   | 1re      | 400 m            |
| 1977 | Coupe du monde des nations     | Düsseldorf | 1re      | 200 m            |
| 1977 | Coupe du monde des nations     | Düsseldorf | 1re      | 400 m            |
| 1977 | Coupe du monde des nations     | Düsseldorf | 2e       | 4 × 400 m        |
| 1978 | Championnats d'Europe          | Prague     | 3e       | 200 m            |
| 1978 | Championnats d'Europe          | Prague     | 3e       | 4 × 400 m        |
| 1979 | Coupe du monde des nations     | Montréal   | 3e       | 400 m            |

## Records

### Records personnels
| Épreuve          | Performance | Lieu     | Date             |
| ---------------- | ----------- | -------- | ---------------- |
| 100 m            | 11 s 13     | Rome     | 3 septembre 1974 |
| 200 m            | 22 s 21     | Potsdam  | 13 juin 1974     |
| 400 m            | 49 s 28     | Montréal | 29 juillet 1976  |
| Saut en longueur | 6,67 m      | Varsovie | 27 août 1968     |

### Records du monde
- 100 m[9]
  - 11 s 1 le 9 juillet 1965 à Prague (temps manuel, record du monde égalé)
  - 11 s 1 le 14 octobre 1968 à Mexico (temps manuel, record du monde égalé)
- 200 m[10]
  - 22 s 7 le 8 août 1965 à Varsovie (amélioration de 2/10 du record du monde de Wilma Rudolph)
  - 22 s 7 le 1er juillet 1967 à Chorzów (temps manuel, record du monde égalé)
  - 22 s 58 le 18 octobre 1968 à Mexico
  - 22 s 21 le 13 juin 1974 à Potsdam (amélioration de 19/100 du record du monde de Renate Stecher)
- 400 m[11]
  - 49 s 9 le 22 juin 1974 à Varsovie (première athlète féminine sous les 50 secondes, amélioration de 2/10 du record du monde de Monika Zehrt)
  - 49 s 75 le 22 juin 1976 à Bydgoszcz (amélioration de 2/100 du record du monde de Christina Brehmer)
  - 49 s 28 le 29 juillet 1976 à Montréal

## Honneurs et distinctions
- Désignée sportive polonaise de l'année en 1965 et 1966.
- Trophée Track and Field de l'athlète de l'année en 1974.
- Lauréate du trophée Le Coq Sportif décerné par L'Equipe Athlétisme Magazine au titre des performances réalisées en 1974[12].
- Élue au Temple de renommée des sportifs internationaux juifs en 1981.
- Élue au Panthéon de l’athlétisme de l’IAAF en 2012.